# Erannis trilinearia
Erannis trilinearia là một loài bướm đêm trong họ Geometridae.